# برديات طبية مصرية

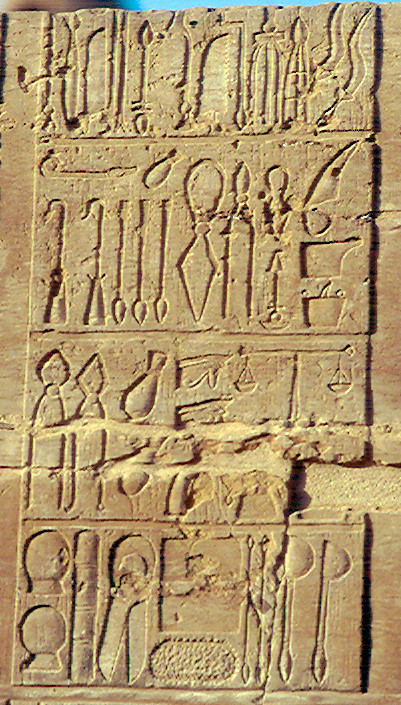
أدوات طبية قديمة، معبد كوم أمبو

البرديات الطبية المصرية هي النصوص المصرية القديمة المكتوبة على ورق البردي التي تعطي لمحة عن الإجراءات الطبية والممارسات في مصر القديمة. تعطي البرديات تفاصيل عن الأمراض، التشخيص والعلاج، والذي شمل العلاجات العشبية، الجراحة، والتعاويذ السحرية. يعتقد أن هناك المزيد من البرديات الطبية، ولكن الكثير قد فقد بسبب سرقة القبور. أكبر دراسة عن البرديات الطبية حتى الآن قامت بها جامعة برلين وكانت بعنوان Medizin der alten Ägypter («الطب في مصر القديمة»).
الطب المصري القديم كان يعتمد في الغالب على خليط من التعويذات الدينية والسحرية. كان يعتقد أن سبب الأمراض هو السلوك أو الفعل الحاقد، وكان يعتقد كذلك أن الوسيلة الأكثر شيوعا «للشفاء» هي عن طريق استخدام التمائم أو التعاويذ السحرية. بعد ذلك يجري الأطباء مختلف العلاجات الطبية إذا لزم الأمر. سجلت تعليمات هذه الطقوس في وقت لاحق على لفائف البردي من قبل الكهنة الذين اعتادوا أداء هذه الأعمال.